# Unas vacaciones en Mentone
Unas vacaciones en Mentone es una pintura de 1888 de Charles Conder, un miembro destacado del movimiento de la Escuela de Heidelberg, como fue conocido inicialmente el impresionismo australiano. Representa a personas realizando actividades junto al mar en un día soleado en Mentone Beach, en el suburbio de Mentone en Melbourne. Como fue la norma hasta la Primera Guerra Mundial, los playeros pasean y caminan vestidos de pies a cabeza, incluyendo sombreros y zapatos; las mujeres también solían portar sombrillas y finos velitos para preservar el cutis del sol, la arena y la brisa.
La pintura es famosa por capturar el calor y el brillante sol del mediodía característicos de Australia. Conocida también por sus chistes y juegos de palabras visuales, la obra ha sido descrita como "un comentario ingenioso sobre la transformación de la naturaleza en artificio a través de la moda, el decoro y la pintura". 

## Fondo
En octubre de 1888, Conder, de 20 años, se mudó a Melbourne desde Sídney. Había conocido al pintor Tom Roberts, residente en Melbourne, en Sídney el año anterior y nuevamente coincidieron en Pascua de 1888, donde ambos habían pintado juntos al aire libre en Coogee Beach. En Melbourne, Conder se instaló inicialmente en el estudio de Roberts en Grosvenor Chambers y Unas vacaciones en Mentone fue su primera pintura en la nueva ciudad, que completó pocas semanas después de llegar allí. 
Durante el verano de 1886-87 en Mentone, Roberts y Frederick McCubbin establecieron un "campamento de artistas" y, según cuenta la leyenda, conocieron por primera vez al joven Arthur Streeton, pintando al aire libre en la playa. Estos tres artistas, junto con Conder, formaron el núcleo de lo que se conocería como el movimiento de la Escuela de Heidelberg, también conocido como impresionismo australiano.

## Composición
Al menos una parte de la obra fue pintada in situ al aire libre, como lo demuestra la arena de playa incrustada en la pintura, descubierta más tarde por los conservadores. Su composición y puente muestran la influencia del arte japonés; un motivo de puente similar fue comúnmente utilizado por el pintor estadounidense James McNeill Whistler, una influencia importante en Conder y demás miembros de la Escuela de Heidelberg.  La pintura de Roberts de 1885 Mañana de invierno después de la lluvia, Gardiner's Creek, con su alta línea de horizonte y el puente que la divide, también puede haber sido un punto de referencia. Las hebras de algas en la orilla indican ingeniosamente la profundidad espacial y están tratadas "casi caligráficamente", lo que genera más comparaciones con las estampas japonesas. 
La pintura es una comedia social que contiene varios juegos de palabras visuales. Aunque a primera vista parece una representación de un comportamiento decoroso, las tres figuras más cercanas son rígidas y desunidas en su disposición. A la izquierda, en primer plano la mujer elegantemente vestida está sentada de espaldas a la escena, incluidos los Baños Mentone, unos baños acotados a pie de playa separados por género (los trajes de baño eran casi tan aparatosos como las prendas de día). Ella ha ignorado su sombrilla japonesa arrastrada por el viento, ahora boca abajo sobre la arena y con la apariencia de una imitación de un sello ukiyo-e rojo. En lugar de ello, lee un ejemplar de la revista de cubierta rosa The Bulletin, conocida por su humor bromista y su nacionalismo literario radical. De pie a la derecha, más atrás, el flâneur (observador pausado de la vida urbana) mira hacia "ningún lugar en particular". También se ha sugerido que él y la "Nueva Mujer" en realidad se están mirando con el rabillo del ojo, fingiendo desinterés. La tercera figura, otro hombre, de bigote rubio, situado entre las otras dos, yace postrado en la playa, amodorrado al sol, con el brazo levantado en una pose incómoda. De cara al espectador y con un ejemplar de The Bulletin contra las piernas, parece cómico, por no decir surrealista, y su comportamiento "subraya la sensación de exhibición autoconsciente en la pintura". Al fondo, una pareja de ancianos vestidos de negro de forma conservadora observa a los tres jóvenes, miembros progresistas de la creciente clase media de Melbourne.
Uno de los descendientes de Streeton sugirió que Roberts es el caballero del traje gris en el puente y Streeton es el hombre acostado en la playa. 

## Recepción y legado

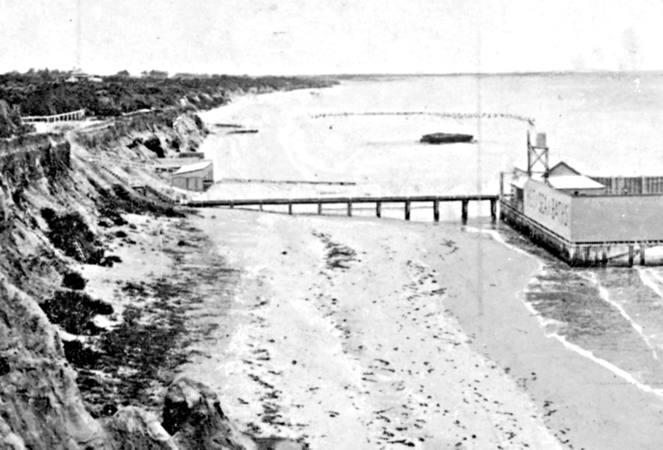
Una fotografía de 1907 que muestra la parte de Mentone Beach representada en la pintura.

La pintura se exhibió por primera vez en la exposición de primavera de la Sociedad de Artistas Victorianos en noviembre de 1888, un mes después de que Conder llegara a Melbourne. En una reseña de la muestra, The Argus señaló: "Charles Conder es otro artista joven que ha caído bajo el hechizo de los impresionistas franceses". 
Unas vacaciones en Mentone, la pintura más conocida de Conder, ha sido descrita como una "obra maestra aclamada por la crítica del estilo de pintura impresionista australiana" y una "obra singularmente australiana".   Terence Lane, conservador principal de arte australiano en la Galería Nacional de Victoria describió la puesta en escena de la pintura como "forzada, casi surrealista", pero la composición como "espléndidamente abstracta y la luz del sol brillantemente australiana".
El cuadro perteneció anteriormente a John Atwill, presidente del Partido Liberal de Australia. La Galería de Arte de Australia del Sur compró la pintura a Atwill por 250.000 dólares australianos en 1981. 
En 1984, Australia Post emitió un sello de correos con el cuadro Unas vacaciones en Mentone. 